# Дхарма Саварни
Дхарма Саварни Ману (санскр. धर्मसावर्णि) - Ману одиннадцатой манвантары согласно верованиям индуистов. Он сын Ручи. Одиннадцатая манвантара - грядущая эпоха, нынешняя - седьмая. В этой манвантаре тот, кто является Индрой, - это Врешакья или Вайдрета. Боги - Вихангамы. Семь великих мудрецов (Саптариши) в этой манватаре являются: Ришти, Хависмана, Нишкара, Сатья, Анага, Вишти и Варишта. У Дхармасаварни Ману было десять сыновей, старшего звали Сатьядхарма.